# 赤色黎明
是由丹·布拉德利执导的一部2012年美国動作战争片。剧本由卡尔·埃尔斯沃斯和杰里米·帕斯（Jeremy Passmore）改编自1984年同名电影。演员阵容有克里斯·海姆斯沃斯、乔希·佩克、乔什·哈切森、阿德琳妮·帕里奇、伊莎贝尔·卢卡斯、康纳·克鲁斯和杰弗里·迪恩·摩根。影片聚焦于一群帮助家乡抵御朝鲜入侵的年轻人。
2008年5月，米高梅宣布了其重拍《赤色黎明》的意图，之后雇佣了布拉德利和埃尔斯沃斯。次年，主要角色确定，同年9月在密歇根州芒特克莱门斯开始制作。影片原定于2010年11月24日上映，但由于米高梅出现财政问题而导致影片被搁置。在后期制作中，侵略军和反派从中国改为朝鲜，其中中国标志改为朝鲜，使得影片有望进入中国市场。2011年9月，FilmDistrict购买了美国发行权，影片最终于2012年11月23日在美国上映，随后于11月29日登陆香港。

## 剧情
开场剪接片段展现了欧盟经济危机的后果和势力减弱的北约，期间日益好战的朝鲜和极端民族主义者控制的俄罗斯加强了合作。美国海外驻军部署增加（网络战威胁突出）导致本土脆弱不堪。
美国海军陆战队员杰德·埃克特在华盛顿州斯波坎的家中度假。他与身为斯波坎警长的父亲汤姆·埃克特和高中橄榄球运动员的弟弟马特·埃克特团聚。一个早餐神秘停电后，入侵的朝鲜伞兵和运输机袭击了城市。两批人攻占了房子外面。他们坐皮卡车准备离开时，马特目睹一架F-16击落了一架朝鲜运输机。父亲嘱咐两人在他帮助乡民时，逃到他们在林中的小屋。两人后来加入马特的同学罗伯特、达利、托尼、丹尼、朱莉、格雷特和皮特。紧张局势加剧，孩子们试着决定是向侵略者投降还是反抗，而皮特最终作出背叛暴露了他们的位置。朝鲜士兵在赵上尉的指挥下带领埃克特警长和市长出去说服人们投降，但埃克特拒绝服从，积极鼓励人们抵抗（或自杀）而被赵上尉处决。
杰德打算反抗，得到他人支持。他们将自己自称为狼獾——他们学校的吉祥物。获得武器并在废弃的矿井建立基地后，狼獾们由杰德培训，开展了一系列针对军人和皮特在内的叛徒的游击战。在一次游击战中，格雷格走掉，但被马特的女朋友艾丽卡救出。朝鲜军轰击周遭的树林，摧毁了狼獾们的基地，丹妮和朱莉不幸阵亡。剩下的幸存者逃进了森林。狼獾碰到海军军士长安德鲁·坦纳和海军陆战队员史密斯和霍奇斯。他们透露称，俄罗斯支持朝鲜使用电磁脉冲（EMP）武器废掉美国的电力网和军事基础设施后，在整个东海岸和西海岸登陆入侵。美国人的反击最终阻止他们挺进，留下了一个从密歇根州到蒙大拿州、阿拉巴马州到亚利桑那州的“自由美国”。他们还透露，赵上尉带着一个装有能让美国指挥部监控入侵军队无线电并为反攻重振旗鼓的反EMP无线电手提箱。狼獾帮助坦纳、史密斯和霍奇斯渗透到朝鲜设在当地警察局的指挥中心。他们成功盗走无线电手提箱，杰德也杀死赵上尉为父亲的死复仇，但霍奇斯身负重伤。
狼獾们带着无线电逃跑，在他们的基地重新集结。狼獾被俄罗斯特种部队伏击，杰德被窗外一名狙击手射杀杀死。马特和剩下的狼獾带着无线电逃到海军陆战队员的撤离点。第二天，罗伯特发现从警察局逃跑时，达利尔被贴上追踪发射器，自那时起俄罗斯人一直在跟踪他。经过一番思考，达利尔接受了不能和他们一起逃跑的事实。罗伯特把他的M249班组自动武器给了达利尔。达利尔留下来，大概是为了伏击追踪的人，但很可能在交战中身亡。
一行人把无线电交给了坐直升机离开的坦纳和史密斯。剩下的狼獾留下来继续战斗。有一幕展现出狼獾招募更多成员并袭击了战俘集中营。马特利用杰德的演讲说服其他人加入自己的事业。影片结尾处，狼獾在马特的命令下袭击了一处朝鲜战俘营，释放了数百名战俘。

## 主演
- 克里斯·海姆斯沃斯 饰 杰德·埃克特（Jed Eckert）
- 乔希·佩克 饰 马特·埃克特（Matt Eckert）
- 乔什·哈切森 饰 罗伯特·金特纳（Robert Kitner）
- 阿德琳妮·帕里奇 饰 托尼·沃尔什（Toni Walsh）
- 伊莎贝尔·卢卡斯 饰 埃丽卡·马丁（Erica Martin）
- 康纳·克鲁斯 饰 达里尔·詹金斯（Daryl Jenkins）
- 杰弗里·迪恩·摩根 饰 军士长安德鲁·坦纳（Sergeant Major Andrew Tanner）
- 肯尼斯·崔（英语：Kenneth Choi） 饰 史密斯队长（Kenneth Choi）
- 埃德温·霍奇（英语：Edwin Hodge） 饰 丹尼·杰克逊（Danny Jackson）
- 布雷特·库伦 饰 警长汤姆·埃克特（Sgt. Tom Eckert）
- 艾莉莎·戴雅丝（英语：Alyssa Diaz） 饰 朱莉·古德伊尔（Julie Goodyear）
- 朱利安·阿尔卡拉斯（Julian Alcaraz） 饰 格雷格·古德伊尔（Greg Goodyear）
- 迈克尔·比奇 饰 市长詹金斯（Mayor Jenkins）
- 李威尹 饰 赵上尉（Captain Cho）
- 马特·杰拉尔德（英语：Matt Gerald） 饰 中士霍奇斯（Sgt. Hodges）
- 史蒂夫·伦茨（Steve Lenz）饰 皮特（Pete）
- 马克·施勒雷特（英语：Mark Schlereth） 饰 教练多兰（Coach Dolen）

## 制作
2008年5月，在戛纳电影节上，米高梅的哈利·斯隆（Harry Sloan）和玛丽·佩伦特（Mary Parent）宣布《赤色黎明》重制版进入前期制作初期阶段，重拍将由此前在《谍影重重》、《蜘蛛侠3》、《独立日》和《大破量子危机》等片中担任第二单元导演和动作指导的丹·布拉德利导演。米高梅后来宣布电影将被重制得“牢记我们所处的后九一一时代。”当月的晚些时候，米高梅宣布丹·布拉德利已被确认为导演，《红眼航班》和《后窗惊魂》编剧卡尔·埃尔斯沃斯负责创作改编剧本。埃尔斯沃斯将与杰里米·帕斯默共同编剧。文森特·纽曼（《单刀直入》）宣布担任制作人。澳大利亚演员克里斯·海姆斯沃斯被选为主角。其他演员阵容包括乔希·佩克、乔什·哈切森、阿德琳妮·帕里奇、伊莎贝尔·卢卡斯、康纳·克鲁斯和杰弗里·迪恩·摩根。
影片于2009年9月在密歇根州芒特克莱门斯开拍。密歇根州（大底特律都市区）的哈珀伍兹市诺特丹高中被关闭用作取景地。《待在底特律城》（Detroit City Is the Place to Be）的作者马克·比内利（Mark Binelli）写道，学校食堂被用作剧组成员饭堂。根据拍摄于该地的剧照，电影出现的宣传小册子、海报和横幅带有中国人民解放军的軍徽或旗幟。海报意在争取对中国侵略的支持，标语诸如“重建你们的声誉”、“恢复你们的经济”和“打击企业腐败”之类。
2010年6月，影片发行由于米高梅陷入财务危机而被搁置。搁置之际锥子网泄露的剧本摘录在中国引发越来越大的争议。影片引发中国官方媒体之一《环球时报》的尖锐批评。该报撰写题为《美国重拍冷战片妖魔化中国》和《美国电影播种针对中国的敌对种子》的文章。其中一篇文章指出：“中国依然能感受到美国的不信任和恐惧，特别是其人民之间。美国对中国的怀疑是鹰派传播恐惧和怀疑的最佳理由，这是这部电影《赤色黎明》最大的关注点。”
2011年1月，第一批剧照发布，伴随而来的是一旦米高梅的第十一条重组完成，影片将发行的消息。影片是米高梅三部预计于2011年发行的已完成作品中的其中一部。
2011年3月，《洛杉矶时报》报道称，米高梅已将电影中的反派从中国改成朝鲜，确保影片能获得中国利润丰厚的票房。据称改动成本不超过100万美元，涉及概括剧情虚构背景的开头片段（放弃了中国在美国违约侵略朝鲜后收回资产的原本剧情）、重新剪辑了两个镜头、利用数字技术将中国标志和对白改成朝鲜的。制片人特里普·文森（Trip Vinson）表示：“我们最初非常不愿意作任何改变，但经过慎重考虑，我们构建了制作一部更加可怕、更具有智慧且更有威胁感的《赤色黎明》的办法，我们相信这提升了电影的水准。”

## 发行

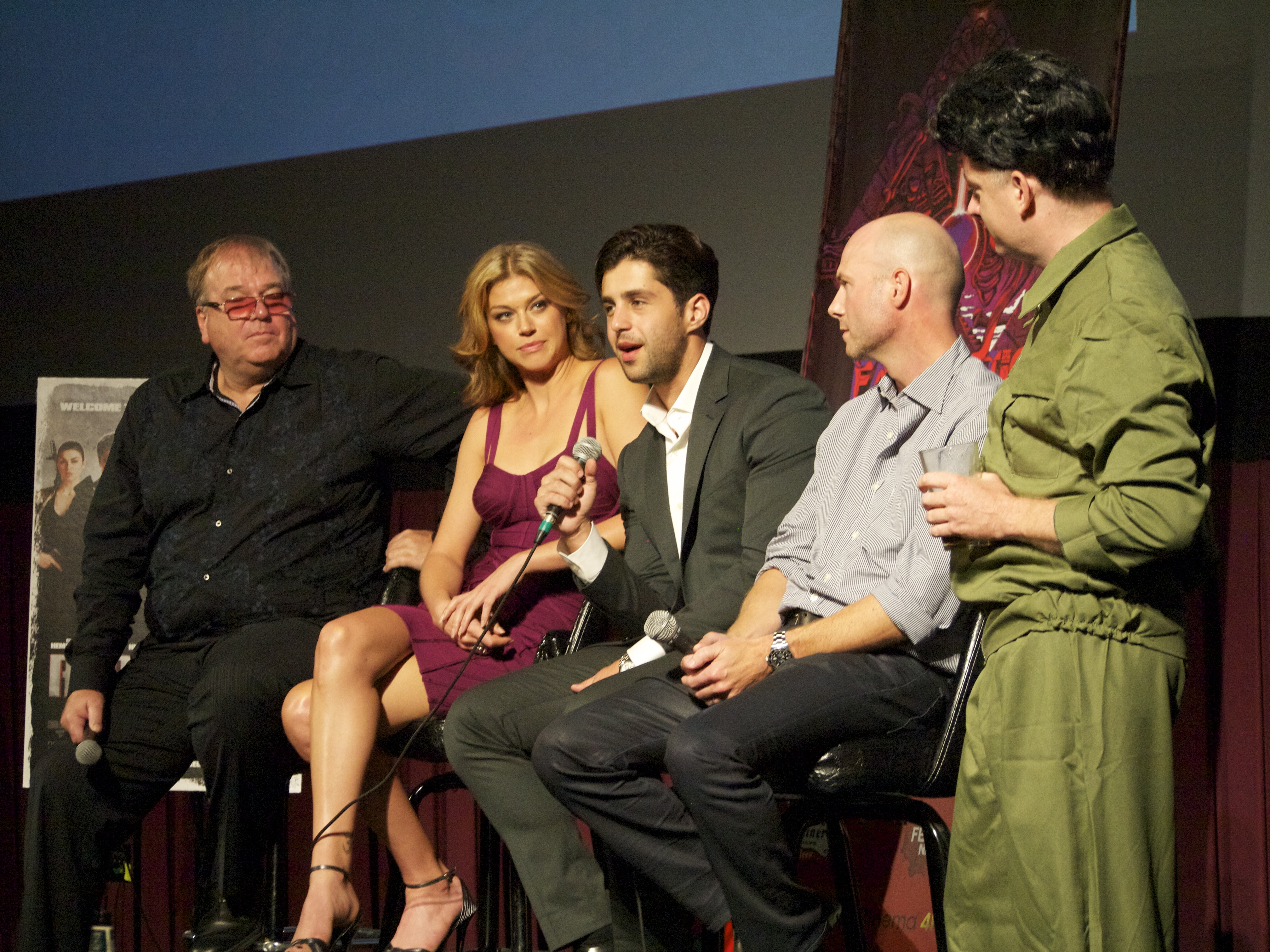
丹·布拉德利、阿德琳妮·帕里奇、乔希·佩克、特里普·文森（Tripp Vinson）与奇幻电影节创办人蒂姆·里格（Tim League）在影片于德克萨斯州奥斯汀的全球首映礼上。

2011年9月，据报道米高梅正在与独立工作室FilmDistrict完成电影美国发行权的交易。2011年12月，FilmDistict透过开路电影达成将电影包含在其2012年发行片单中的协议。2012年9月，据宣布影片将于2012年9月27日在奇幻电影节闭幕当日，在德克萨斯州奥斯汀阿拉莫库房电影院首映。影片于2012年11月21日在美国影院上映。

### 票房
影片首映首两日收益740万美元，首周末凭借1460万美元位居票房榜第七位。影片于2013年2月21日在影院下线，全球总票房约4817万美元。

### 专业评价
影片受到影评人的强烈批评。评论聚合网站烂番茄根据131条评论给影片打出12%的新鲜度，平均得分3.8分（满分10）。网站共识指出：“重制的《赤色黎明》缺乏原版的时事性，但向对角色发展和总体逻辑传递做出的不够重视至少是一次致敬。”Metacritic根据33条评论给影片打出31分（满分100），表示“非常差”。影片获得金酸梅奖最差前传、重制、恶搞及续集电影提名。
《好莱坞报道者》的弗兰克·舍克表示：“这部不明智的1984年约翰·米利厄斯热门动作片重拍版笨手笨脚地对待了已经傻透了了的前车之鉴。”《纽约时报》的马诺拉·达吉斯表示：“布拉德利......处理低成本动作片很棒，这有利于从廉价的特效、糟糕的演技和政治题材中转移注意力。”《洛杉矶时报》的马克·奥尔森（Mark Olsen）认为，“合乎情理地迷迷糊糊地沉醉了自身，重拍版《赤色黎明》就像踩中地雷一样根本无法在现实问题中站稳脚跟。”《芝加哥太阳报》的罗杰·埃伯特表示，“剧情的时间框架很容易混淆模糊。朝鲜花了多长时间才登陆并开始执行计划？他们的游戏计划是什么？这是一次国家入侵吗？我们还不知道美国其他地方发生了什么事。”
相反，《综艺》的乔·雷伊顿（Joe Leydon）给予影片积极评价，写道：“战争场面充满了推动性的紧迫感，因此布拉德利（一位认真的动作指导和第二单元导演）往往给影片一种半纪录片的影子”。

### 家用媒体
影片于2013年3月5日发行DVD和蓝光。

## 延伸阅读
Mark, Binelli.  First Edition. New York: Metropolitan Books, Henry Holt and Company. 2012. ISBN 978-0-8050-9229-5.

## 相似電影
- 《破曉開戰》